# Sonnenphysik

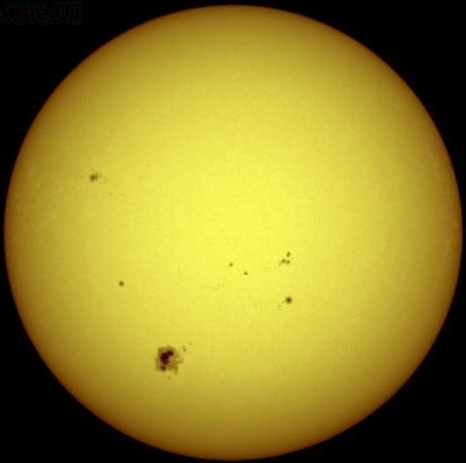
Sonne mit Sonnenflecken

Als Sonnenphysik wird jener Zweig der Astronomie und Sonnenforschung bezeichnet, der die Sonne mit ihren physikalischen Erscheinungsformen zum Gegenstand hat.
Ihre moderne Entwicklung begann im Wesentlichen mit der Erfindung der Spektralanalyse 1858.

## Wichtige Phänomene und Methoden
Die Sonnenphysik zeigt in ihrer Entwicklung einen deutlichen Zusammenhang mit der Messtechnik und der Zunahme an Möglichkeiten, physikalische Phänomene der Sonnenoberfläche und Sonnenstrahlung zu beobachten.
In annähernd geschichtlicher Reihenfolge sind vor allem die folgenden Themenbereiche anzuführen:
- Sonnenstrahlung und Wärmebilanzierung
- Masse der Sonne und Mechanik des Sonnensystems
- Sonnenflecken und Sonnenrotation
- Photosphäre und Solarkonstante
- Spektralanalyse (siehe Fraunhofersche Linien)
- H-alpha-Strahlung (siehe auch Balmer-Serie und H-alpha-Teleskop) und Struktur der Chromosphäre
- Konvektion und Hypergranulation
- Magnetfelder und Sonnenaktivität
- Wechselwirkung des Sonnenwindes mit Erdmagnetfeld und Ionosphäre
- Kernfusion im Sonnenkern und Wärmetransport zur Oberfläche
- thermodynamische Gleichgewichtsmodelle der Sonnenschichtung – was den Beginn der allgemeinen Stellarphysik darstellte
- Radiostrahlung der Sonne und ihre Ursachen
- Messung und Modellierung von Infrarot- und UV-Strahlung
- Neutrino-Forschung
- Röntgen- und Gammastrahlung
- Kosmogonie der Sonne und des Planetensystems

## Anstoß zur Entwicklung der Astro- und Stellarphysik

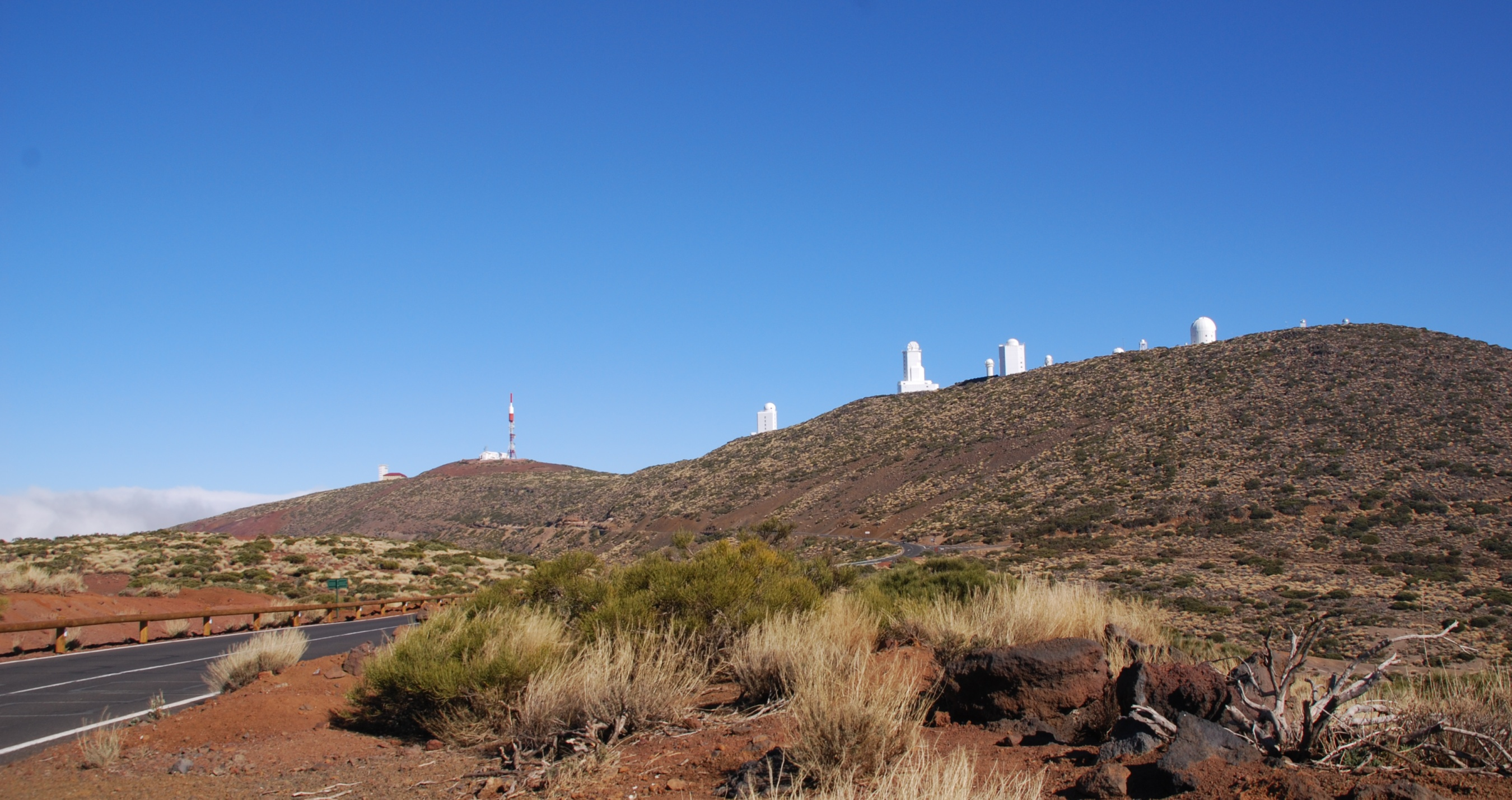
Teide Observatorium auf Teneriffa

Die Sonnenphysik stellt eines der größten Teilgebiete der Astrophysik dar und hat wesentliche Impulse zu deren Entwicklung und jener der Atomphysik gegeben. Am Beginn der modernen Sonnenphysik stehen die Forschungen von Joseph von Fraunhofer über das Sonnenspektrum und die daraus folgenden Methoden der Spektralanalyse.
Im 20. Jahrhundert widmete sich die Wissenschaft zunehmend auch den nicht sichtbaren Anteilen des Spektrums und erkundete kürzere Wellenlängen (zum Beispiel die Ultraviolettstrahlung) und längere Wellenlängen (Infrarotstrahlung und Radiowellen). An der Schnittstelle von Sonnenphysik, Astronomie, Astrophysik und Teilchenphysik entstand das Gebiet der Astroteilchenphysik.

## Einige bedeutende Sonnenforscher

### Antike bis etwa 1800
- Aristoteles, Pythagoras, Ptolemäus, al-Ma'mun
- Athanasius Kircher, Galileo Galilei, Christoph Scheiner, Roger Joseph Boscovich

### 19. Jahrhundert
- Joseph von Fraunhofer, Gustav Robert Kirchhoff
- Theodor Oppolzer, Johann Palisa

### 20. Jahrhundert
- Arthur Eddington, Hans Elsässer, Karl-Otto Kiepenheuer, Gerard Peter Kuiper, Karl Stumpff, Albrecht Unsöld, Harold Clayton Urey, Hans-Heinrich Voigt, Max Waldmeier et al.